# Ольшанка (притока Німану)
Ольшанка — річка в Білорусі у Ів'євському районі Гродненської області. Права притока річки Німану (басейн Балтійського моря).

## Опис
Довжина річки 14 км, похил річки 0,6 м/км , площа басейну водозбіру 49км² . Формується безіменними струмками. Річище на всьому протязі каналізоване.

## Розташування
Бере початок біля села Лелюкі. Тече переважно на південний схід і за 2 км південно-західній стороні від села Барово впадає у річку Німан.